# Vilis Lācis
Vilis Lācis (12 de mayo de 1904 - 6 de febrero de 1966) fue un escritor y político soviético.
Lācis nació en una familia de clase trabajadora en Mangali, un pueblo cerca de la ciudad de Riga. Fue trabajador manual, trabajando principalmente en el puerto de Riga y escribiendo en su tiempo libre. En 1933 publicó su novela Zvejnieka dēls (El hijo del pescador), convirtiéndolo en uno de los escritores letones más populares y de mayor éxito comercial de la década de 1930. Sus novelas han sido caracterizadas como ficción popular, no siempre del gusto de críticos elitistas, pero ampliamente leídas por lectores ordinarios.
Durante este periodo, Lācis mantuvo contactos con el ilegal Partido Comunista, prohibido después del golpe de Estado de Ulmanis de 1934. Estuvo periódicamente bajo vigilancia del servicio secreto letón debido a sus actividades políticas. Finalmente, con el creciente éxito de Lācis como escritor, se convirtió en uno de los favoritos de Kārlis Ulmanis, gobernante de Letonia de 1934 a 1940. Ulmanis ordenó personalmente la destrucción de las actas de la vigilancia de Lācis. Escribió editoriales muy favorables al régimen de Ulmanis en periódicos, mientras en secreto permanecía como partidario del comunismo. El régimen de Ulmanis incluso patrocinó generosamente la actividad literaria de Lācis y una versión cinematográfica de Zvejnieka dēls.
Las relaciones con el comunismo de Lācis se hicieron públicas tras la ocupación soviética de Letonia. Fue nombrado presidente del Consejo de Ministros de la República Socialista Soviética de Letonia, puesto que mantuvo de 1940 a 1959. Lācis era considerado más bien una figura sin poder real, puesto que las decisiones las tomaba el Comité Central del Partido Comunista de la RSS de Letonia. Como primer ministro, formó parte de las deportaciones estalinistas y otros aspectos de la política de estado, firmando órdenes de arresto y deportación de más de 40.000 personas.
Los libros de Lācis han sido traducidos a más de 50 idiomas, con la mayoría publicados en ruso. Sigue siendo con diferencia el autor letón más traducido.
- Datos: Q526060
- Multimedia: Vilis Lācis / Q526060